# Innesto M42

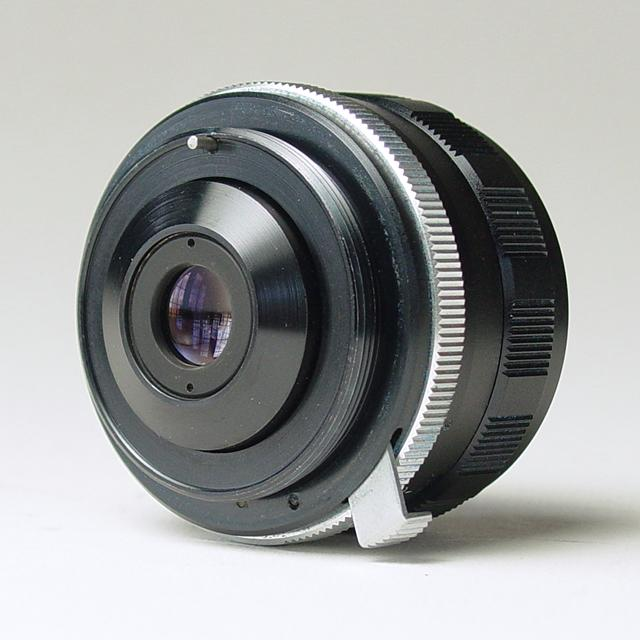
Auto-Takumar 1:3.5 35mm. Si noti in alto il pulsantino posteriore per la chiusura "Auto" del diaframma.

L'M42 è un innesto per obiettivi, a vite, utilizzato dagli anni cinquanta; ha un diametro di 42 mm e un passo di 1 mm (42x1).

## Storia e caratteristiche
Come suggerisce il nome, il diametro del bocchettone è largo 42 mm. Il tiraggio è di 45,46 mm (alcuni testi riportano 45,5 mm).
L'attacco M42 fu creato dalla Zeiss nel 1938 perché prendesse il posto di un preesistente sistema anch'esso a vite (M39). La seconda guerra mondiale ormai alle porte fece sì che la prima macchina a fare uso dell'attacco M42 fosse la Contax S, uscita solo nel 1949.
Le fotocamere Pentacon Praktica (marchio nato dalla collaborazione tra la Carl Zeiss Jena e altre industrie ottiche della Repubblica Democratica Tedesca) fecero conoscere l'attacco M42 in Giappone.
Grazie alla relativa semplicità progettuale e all'assenza di accorgimenti di tipo proprietario, l'innesto a vite 42x1 fu adottato da molti altri produttori di fotocamere SLR, a partire dalla Pentax. A loro volta, le reflex Pentax lo fecero conoscere in Occidente, al punto che il sistema fu chiamato anche "Pentax universale" o "Pentax a vite". Tuttavia, neanche il contributo della Praktica è passato inosservato, e l'innesto è chiamato anche "Praktica a vite". 
Tra gli altri produttori che adottarono l'attacco M42, citiamo: Yashica, Ricoh, Fujica, Cosina, Chinon, Olympus, Mamiya e Zenit.
Il principale punto debole dell'attacco M42 era la sua natura stop down, il che portò progressivamente i produttori ad abbandonarlo a favore di innesti a baionetta con tutti i contatti necessari alle funzioni di lettura dell'esposizione con l'obiettivo a tutta apertura.
In realtà, alcuni dei produttori che avevano adottato l'M42 svilupparono delle soluzioni che non sacrificavano l'innesto (Praktica, una delle ultime aziende ad abbandonare l'attacco a vite, vi aveva aggiunto addirittura dei contatti elettrici) ma nessuna di tali soluzioni divenne standard: per sfruttarle era necessario innanzitutto che corpo macchina e obiettivo fossero del medesimo produttore, altrimenti l'accoppiata corpo-ottica si sarebbe comportata come di consueto.
Nel 2003 la Voigtländer lanciò sul mercato una nuova macchina M42, la Bessaflex TM, per un'operazione di revival terminata nel 2007. Zenit era stata l'ultima ad abbandonare l'M42 prima dell'uscita della fotocamera sopracitata.

## Compatibilità
Gli obiettivi a vite M42 possono essere utilizzati, tramite anelli adattatori senza lenti, sulle moderne fotocamere reflex digitali ed anche sulle fotocamere digitali mirrorless ad ottiche intercambiabili. Con le macchine Canon EOS, PENTAX, Sigma SA, Sony Alpha, Fujifilm (solo mirrorless) e Quattro Terzi l'obiettivo mantiene sia la luminosità originale, sia la possibilità di mettere a fuoco all'infinito.
Con una reflex digitale pieno formato non vi sono variazioni nell'inquadratura, mentre con un sensore più piccolo (come l'APS-C) si ha un effetto tele, come se la focale fosse stata moltiplicata per un fattore tra 1,4 ed 1,6  (addirittura raddoppiata sulle fotocamere dello standard quattro terzi).
Con i corpi Nikon e Fuji con Nikon F-mount, che hanno un tiraggio maggiore, sono necessari adattatori con lenti correttive, altrimenti non è possibile mettere a fuoco all'infinito. L'adattatore causa però un aumento della focale ed una riduzione della luminosità, oltre ad uno scadimento più o meno sensibile nella resa ottica, specie se le lenti correttive non sono di buona qualità. Con un sensore di formato più piccolo del classico 24 x 36 mm, l'aumento della focale si somma al sopracitato "effetto tele" dovuto alle ridotte dimensioni del sensore. 
In realtà anelli adattatori M42 senza lenti sono usciti anche per le fotocamere con attacco Nikon: si comportano come piccoli tubi di prolunga, riducendo la distanza minima di messa a fuoco ma sacrificando la messa a fuoco all'infinito.
Un moderno anello adattatore M42 è progettato in modo tale che il pulsantino posteriore (presente nelle ottiche a vite più recenti) resti completamente premuto una volta avvitato del tutto l'obiettivo. In caso contrario molti obiettivi sarebbero utilizzabili solo alla massima apertura di diaframma. Ovviamente viene meno quella funzione di preselezione del diaframma, che costituiva la ragione per cui il pulsantino posteriore era stato ideato.
Non tutti gli obiettivi M42 possono essere utilizzati con le fotocamere dotate di altri innesti: in certi grandangolari le lenti posteriori entrano di molti millimetri oltre la linea del bocchettone, fino ad invadere lo spazio di cui lo specchietto ha bisogno per sollevarsi al momento dello scatto. Il problema sussiste soprattutto con certi modelli Canon EOS a pellicola o digitali full frame, mentre non sussiste con le analogiche APS e digitali APS-C. Lo stesso problema si presentava tentando di usare, sempre su EOS, alcune ottiche grandangolari Zeiss a baionetta Yashica/Contax.
Le lenti posteriori pronunciate impediscono l'uso degli obiettivi grandangolari anche con gli anelli adattatori dotati di lenti, perché la lente posteriore toccherebbe la prima lente dell'adattatore in modo da rendere impossibile avvitare del tutto l'obiettivo.
In base al corpo-macchina ed all'anello utilizzati, è possibile la messa a fuoco assistita: al fotografo basterà ruotare lentamente la ghiera di messa a fuoco, quando il soggetto sarà a fuoco la macchina stessa emetterà un segnale acustico o accenderà una spia situata dentro al mirino. Per quanto riguarda le modalità di esposizione, accanto a quella manuale è possibile quella automatica a priorità dei diaframmi.